# Homosusica eugrapha
Homosusica eugrapha är en fjärilsart som beskrevs av Antonius Johannes Theodorus Janse 1964. Homosusica eugrapha ingår i släktet Homosusica och familjen snigelspinnare. Inga underarter finns listade i Catalogue of Life.